# Viện Judo Kodokan
35°42′27″B 139°45′12″Đ / 35,7076186°B 139,7534024°Đ
Viện Judo Kodokan, hay được gọi tắt là Kōdōkan (講道館, Giảng đạo quán), tên chính thức là Kōeki zaidan hōjin Kōdōkan (公益財団法人講道館), trong tiếng Anh là Kodokan Judo Institute, là trụ sở của cộng đồng judo trên toàn thế giới. Kōdōkan được thành lập vào năm 1882 bởi Kanō Jigorō, người sáng lập judo, hiện là một kiến trúc tòa nhà tám tầng ở Tokyo.

## Từ nguyên
Theo phiên âm Hán Việt, kō (講) có nghĩa là "giảng", dō (道) có nghĩa là "đạo", "con đường" và kan (館) là "quán". Hợp lại, Kodokan có thể được dịch là "nơi giảng dạy về [Nhu] đạo".

## Chức năng

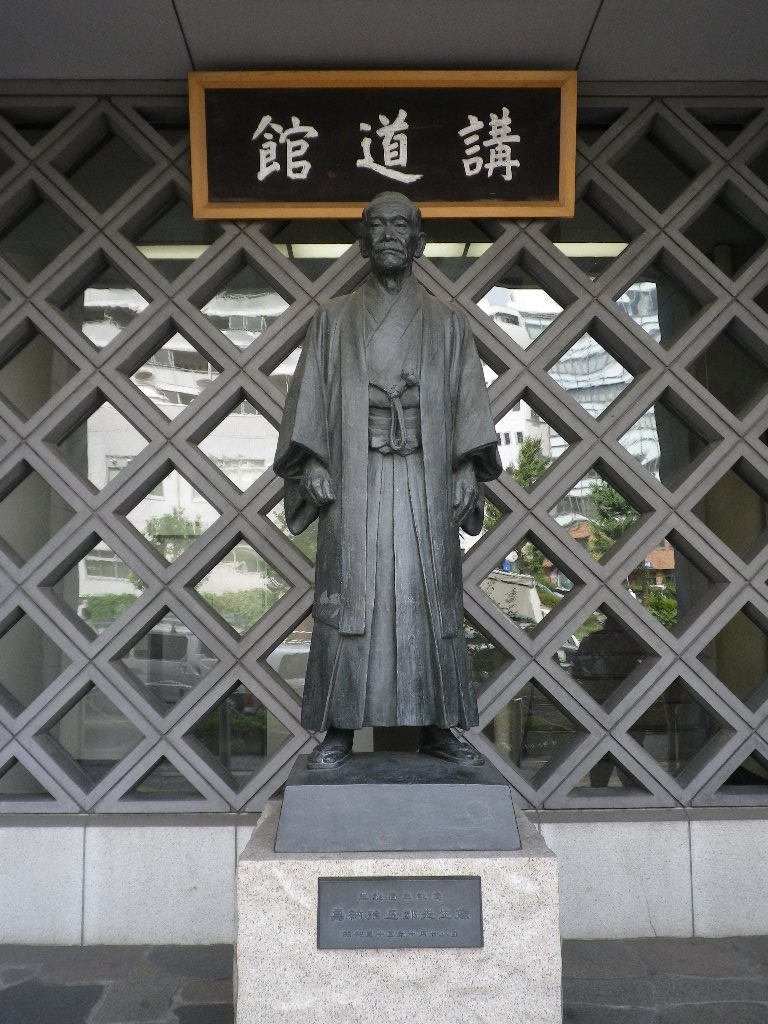
Tượng Kanō Jigorō tại học viện

Viện Kodokan cung cấp các lớp học cho những người muốn thành thạo judo. Chương trình được ủy quyền như một trung tâm đào tạo không chính quy của Chính quyền thành phố Tokyo. Các khóa học bao gồm các lý thuyết và thực hành judo, và các học trình giáo dục phổ thông. Khóa học được chia thành hai phần: khóa học tổng quát dành cho người mới học và khóa học đặc biệt dành cho những người đã hoàn thành khóa học tổng quát hoặc tương đương.
Kodokan cũng là nơi công nhận cấp bậc judo chính quy. Nhiều judoka trên khắp thế giới trở thành thành viên Kodokan và đăng ký cấp bậc của họ với Kodokan.
Học viện ban đầu được thành lập chỉ với 9 đệ tử của Kanō Jigorō. Sự phát triển của judo trong những năm đầu được chứng minh bằng sự phát triển của chính Kodokan:
- 12 chiếu tập - tháng 5 năm 1882, tại Eishōji, một ngôi chùa Phật giáo ở Ueno
- 40 chiếu tập - Mùa xuân 1887, tại nhà của Shinagawa, Kōjimachi
- 107 chiếu tập - tháng 2 năm 1894, tại Koishikawa-chō, Shimotomisaka-chō
- 314 chiếu tập - tháng 1 năm 1898, tại Ōtsuka Sakashita-chō
- 986 chiếu tập - Tháng 3 năm 1958, tại 2-chome, Kasuga-chō, Bunkyō, Tokyo

Ngày nay, sàn tập của Kodokan có 1.206 chiếu tập trên năm dojo chính và một dojo đặc biệt dành cho các mục đích nghiên cứu kỹ thuật đặc biệt và các judoka đã nghỉ hưu.
| # | Chủ tịch           | Thuật ngữ |
| - | ------------------ | --------- |
| 1 | Kano Jigoro Shihan | 1882-1938 |
| 2 | Jiro Nango         | 1938-1946 |
| 3 | Risei Kano         | 1946-1980 |
| 4 | Yukimitsu Kano     | 1980-2009 |
| 5 | Haruki Uemura      | 2009-     |

## Xây dựng
Võ đường Kodokan có tám tầng và một tầng hầm, mỗi tầng phục vụ mục đích làm nhà ở, đào tạo và nghiên cứu của judoka. Tầng hầm gồm nhà ăn và một số phòng họp. Tầng một có bãi đậu xe, ngân hàng và cửa hàng. Tầng thứ hai có một thư viện và nhiều phòng họp. Tầng thứ ba dành cho judoka và du khách đang sống trong võ đường. Tầng thứ tư có phòng thay đồ. Tầng năm, tầng sáu và tầng bảy đều được dùng làm không gian luyện tập (tầng bảy được gọi là Võ đường chính), tầng tám dành cho khán giả và có chỗ ngồi nhìn xuống không gian chính của tầng bảy.

## Sàn nghiên cứu
Nhà tưởng niệm Kano, sảnh lịch sử, phòng triển lãm và kho tư liệu nằm trên tầng hai. Các hội trường có các áp phích về sự phát triển của judo, cũng như tiểu sử một số đại sư, các tài liệu bằng văn bản, ảnh và các thông tin khác về cuộc đời của Kano... Thư viện lớn trên tầng hai chứa hơn 7.000 cuốn sách liên quan đến judo và dự kiến sẽ được tăng lên trong thời gian tới.
Có bốn phòng nghiên cứu trên tầng hai:
- Phòng 1: Nghiên cứu lý thuyết và lịch sử về judo.
- Phòng 2: Nghiên cứu tâm lý về judo.
- Phòng 3: Phân tích kỹ thuật và nghiên cứu sức mạnh thể chất người tập judo.
- Phòng 4: Nghiên cứu sinh lý của judo.

Các chuyên viên nghiên cứu sử dụng khoa học cơ bản và khoa học ứng dụng để làm việc với các nhà nghiên cứu nước ngoài. Nghiên cứu được công bố cho công chúng và miễn phí truy cập một lần trong năm.

## Cuộc sống ở Kodokan
Judoka đến thăm và đào tạo tại Kodokan có thể ở trên Tầng ba. Có năm phòng để sử dụng trong các trại huấn luyện; những phòng này có thể chứa 20 người mỗi phòng. Judo sensei và người tập (khi không có trại trong phiên) có thể sống trong các dãy phòng dành cho một hoặc hai người; những dãy phòng này có phòng tắm và vòi hoa sen riêng.
Tính đến  năm 2014, chi phí sinh hoạt tại đây như sau:
- Phòng trại huấn luyện : 1 đêm / người 1.800 yên ($15,21 US)
- Phòng đơn : 1 đêm / người 3.500 yên ($29,58 US)
- Phòng đơn cao cấp : 1 đêm / người 5.000 yên ($42,26 US)
- Phòng Deluxe 2 giường đơn : 1 đêm / người 9.000 yên ($76,07 US)
- Giường phụ : mỗi 1.800 yên ($15,21 US)

## Tham quan Kodokan
Du khách đến Tokyo ngắn hạn có thể đến Kodokan để tham quan hoặc tham gia luyện tập. Du khách có thể đi bộ lên tầng chính của võ đường để xem luyện tập hoặc thi đấu. Cần có sự cho phép để tham dự thực hành cho học viên tạm thời. Những vị khách đến thăm một lần rất có thể được phép tham gia vào một buổi học ngẫu nhiên với các sinh viên nước ngoài.

## Sàn chính
Võ đường chính ở trên tầng 7. Võ đường được thiết kế cẩn thận để có được độ đàn hồi, độ sáng và thông gió chính xác cho sàn. Bốn cuộc thi đấu chính thức có thể được tổ chức cùng lúc tại Võ đường chính trên tầng bảy. Nó có 420 tấm thảm tập và khoảng 900 khán giả có thể ngồi trên tầng 8. Thiết bị y tế được cung cấp trong trường hợp khẩn cấp.

## Trang phục
Chỉ duy nhất trang phục judogi màu trắng (đồng phục judo) được sử dụng vào Kodokan (ngoại trừ những dịp đặc biệt và những vị khách nước ngoài mà họ có thể tỏ ra châm chước). Mặc judogi màu xanh hoặc bất kỳ màu nào khác được coi là thiếu tôn trọng, vì judogi màu trắng là truyền thống và có ý nghĩa văn hóa. Quần lót cho nam giới không được phép mặc.